# Сельское поселение «Богомягковское»
Се́льское поселе́ние «Богомягковское» — муниципальное образование в Шилкинском районе Забайкальского края Российской Федерации.
Административный центр — село Богомягково.

## История
Статус и границы сельского поселения установлены Законом Читинской области от 19 мая 2004 года «Об установлении границ, наименований вновь образованных муниципальных образований и наделении их статусом сельского, городского поселения в Читинской области».

## Население
| 2010 | 2011  | 2012  | 2013  | 2014  | 2015 | 2016 |
| ---- | ----- | ----- | ----- | ----- | ---- | ---- |
| 1039 | ↘1038 | ↘1012 | ↘1008 | ↘1003 | ↘985 | ↘975 |
| 2017 | 2018  | 2019  | 2020  | 2021  |      |      |
| ↘964 | ↗965  | ↘960  | ↗963  | ↗1020 |      |      |

## Состав сельского поселения
| № | Населённый пункт  | Тип населённого пункта       | Население |
| - | ----------------- | ---------------------------- | --------- |
| 1 | Богомягково       | село, административный центр | ↘463      |
| 2 | Кокуй-Комогорцево | село                         | ↘118      |
| 3 | Кыэкен            | село                         | ↘93       |
| 4 | Средняя Кия       | село                         | ↘269      |